# Championnat de Bosnie-Herzégovine de football 2019-2020
Navigation
Édition précédente Édition suivante
| \| Sarajevo Željezničar Zrinjski Banja Luka Tuzla Bijeljina Brijeg Velež Tuzla Kakanj Zenica Zvijezda \| Localisation des clubs engagés dans le championnat. |
| Sarajevo Željezničar Zrinjski Banja Luka Tuzla Bijeljina Brijeg Velež Tuzla Kakanj Zenica Zvijezda                                                           |

La saison 2019-2020 est la 28e édition du championnat de Bosnie-Herzégovine de football.
Le championnat oppose les douze meilleurs clubs de Bosnie-Herzégovine en une série de trente-trois rencontres, où chaque équipe se rencontre trois fois. Le premier est sacré champion, tandis que les deux derniers sont relégués en deuxième division.
Les trois premières places sont qualificatives pour les compétitions européennes (1 place au premier tour de qualification en Ligue des champions 2020-2021 et 2 au premier tour de qualification en Ligue Europa 2020-2021). Une autre place au premier tour de qualification de la Ligue Europa est garantie au vainqueur de la Coupe de Bosnie-Herzégovine.
La compétition est suspendue début mars en raison de la pandémie de coronavirus avant d'être définitivement arrêtée le 1er juin 2020.
Le FK Sarajevo est sacré champion de Bosnie-Herzégovine pour la cinquième fois de son histoire et se qualifie pour la Ligue des champions 2020-2021. La Coupe de Bosnie-Herzégovine étant annulée, la place qualificative en Ligue Europa revenant au vainqueur de Coupe est reversée au Championnat : le Željezničar Sarajevo, le Zrinjski Mostar et le FK Borac Banja Luka, 2e, 3e et 4e du championnat lors de l'arrêt de celui-ci, se qualifient donc pour la Ligue Europa 2020-2021.
Le Čelik Zenica et le FK Zvijezda 09 sont relégués.

## Classement
Le classement est établi sur le barème de points classique (victoire à 3 points, match nul à 1, défaite à 0). Pour départager les égalités, on tient d'abord compte des confrontations directes, puis de la différence de buts générale, puis du nombre de buts marqués, puis  et enfin si la qualification ou la relégation est en jeu, les deux équipes jouent une rencontre d'appui sur terrain neutre.
| \| Rang \| Équipe \| Pts \| J \| G \| N \| P \| Bp \| Bc \| Diff \| \| ---- \| --------------------- \| --- \| -- \| -- \| - \| -- \| -- \| -- \| ---- \| \| 1 \| FK Sarajevo T \| 45 \| 22 \| 13 \| 6 \| 3 \| 38 \| 19 \| +19 \| \| 2 \| Željezničar Sarajevo \| 42 \| 22 \| 12 \| 6 \| 4 \| 43 \| 21 \| +22 \| \| 3 \| Zrinjski Mostar \| 38 \| 22 \| 11 \| 5 \| 6 \| 30 \| 12 \| +18 \| \| 4 \| FK Borac Banja Luka P \| 36 \| 22 \| 10 \| 6 \| 6 \| 29 \| 23 \| +6 \| \| 5 \| FK Tuzla City \| 35 \| 22 \| 10 \| 5 \| 7 \| 27 \| 29 \| -2 \| \| 6 \| Radnik Bijeljina \| 34 \| 22 \| 10 \| 4 \| 8 \| 34 \| 21 \| +13 \| \| 7 \| Široki Brijeg \| 32 \| 22 \| 8 \| 8 \| 6 \| 31 \| 26 \| +5 \| \| 8 \| FK Velež Mostar P \| 32 \| 22 \| 9 \| 5 \| 8 \| 25 \| 23 \| +2 \| \| 9 \| Sloboda Tuzla \| 21 \| 22 \| 4 \| 9 \| 9 \| 21 \| 35 \| -14 \| \| 10 \| Mladost Doboj Kakanj \| 18 \| 22 \| 4 \| 6 \| 12 \| 21 \| 35 \| -14 \| \| 11 \| Čelik Zenica \| 17 \| 22 \| 5 \| 5 \| 12 \| 17 \| 33 \| -16 \| \| 12 \| FK Zvijezda 09 \| 8 \| 22 \| 1 \| 5 \| 16 \| 12 \| 51 \| -39 \| | Qualifications européennes Ligue des champions 2020-2021 - 1er : 1er tour de qualification Ligue Europa 2020-2021 - 2e, 3e et C : 1er tour de qualification Relégation - 11e et 12e : relégation en Prva Liga Abréviations - T : Tenant du titre - C : Vainqueur de la Coupe de Bosnie-Herzégovine 2019-2020 (édition annulée) - P : Promus de Prva Liga 2018-2019 |     |    |    |   |    |    |    |      |
| Rang | Équipe | Pts | J  | G  | N | P  | Bp | Bc | Diff |
| 1 | FK Sarajevo T | 45  | 22 | 13 | 6 | 3  | 38 | 19 | +19  |
| 2 | Željezničar Sarajevo | 42  | 22 | 12 | 6 | 4  | 43 | 21 | +22  |
| 3 | Zrinjski Mostar | 38  | 22 | 11 | 5 | 6  | 30 | 12 | +18  |
| 4 | FK Borac Banja Luka P | 36  | 22 | 10 | 6 | 6  | 29 | 23 | +6   |
| 5 | FK Tuzla City | 35  | 22 | 10 | 5 | 7  | 27 | 29 | -2   |
| 6 | Radnik Bijeljina | 34  | 22 | 10 | 4 | 8  | 34 | 21 | +13  |
| 7 | Široki Brijeg | 32  | 22 | 8  | 8 | 6  | 31 | 26 | +5   |
| 8 | FK Velež Mostar P | 32  | 22 | 9  | 5 | 8  | 25 | 23 | +2   |
| 9 | Sloboda Tuzla | 21  | 22 | 4  | 9 | 9  | 21 | 35 | -14  |
| 10 | Mladost Doboj Kakanj | 18  | 22 | 4  | 6 | 12 | 21 | 35 | -14  |
| 11 | Čelik Zenica | 17  | 22 | 5  | 5 | 12 | 17 | 33 | -16  |
| 12 | FK Zvijezda 09 | 8   | 22 | 1  | 5 | 16 | 12 | 51 | -39  |

## Bilan de la saison
| Championnat de Bosnie-Herzégovine de football 2019-2020                        |                        |
| Champion                                                                       | FK Sarajevo (5e titre) |
| Dauphin                                                                        | Željezničar Sarajevo   |
| Coupes et trophées                                                             |                        |
| Vainqueur de la Coupe de Bosnie-Herzégovine 2019-2020                          | Édition annulée        |
| Qualifications continentales                                                   |                        |
| Ligue des champions de l'UEFA 2020-2021                                        | FK Sarajevo            |
| Ligue Europa 2020-2021                                                         | Željezničar Sarajevo   |
| Ligue Europa 2020-2021                                                         | Zrinjski Mostar        |
| Ligue Europa 2020-2021                                                         | FK Borac Banja Luka    |
| Promotions et relégations                                                      |                        |
| Promus en Championnat de Bosnie-Herzégovine de football                        | FK Krupa               |
| Promus en Championnat de Bosnie-Herzégovine de football                        | FK Olimpik Sarajevo    |
| Relégués en Championnat de Bosnie-Herzégovine de football de deuxième division | Čelik Zenica           |
| Relégués en Championnat de Bosnie-Herzégovine de football de deuxième division | FK Zvijezda 09         |